# Аронссон, Ивар
Ивар Мауриц Аронссон (швед. Ivar Mauritz Aronsson; 24 марта 1928, Ромеланда, коммуна Кунгэльв, Вестра-Гёталанд, Швеция — 6 февраля 2017, коммуна Кунгэльв, Вестра-Гёталанд, Швеция) — шведский гребец академического, серебряный призёр Олимпийских игр в Мельбурне (1956).

## Спортивная карьера
Выступал за клуб Roddklubben Three Towns и Kungälvs Rowing Club из коммуны Кунгэльв.
На чемпионате Европы в Генте (1955) выиграл серебряную медаль в заезде четвёрок и восьмёрок. 
На летних Олимпийских играх в Мельбурне (1956) стал серебряным призером в соревнованиях четвёрок распашных с рулевым. В составе шведской восьмёрки занял четвертое место. Также становился победителем Северного чемпионата (Nordic Championships).
В общей сложности выиграл 13 чемпионских титулов Швеции, в последующие годы добился успеха в соревнованиях ветеранов,  выиграв четыре золота на Кубке мира. 